# عشاري كربونيل ثنائي المنغنيز
عشاري كربونيل ثنائي المنغنيز هو مركب منغنيز عضوي صيغته Mn2(CO)10، ويوجد في الشروط القياسية على هيئة صلب أصفر.
ينتمي المركب إلى مجموعة الكربونيلات الفلزية وهو كاشف مهم في كيمياء المنغنيز العضوية.

## التحضير
يحضر هذا المركب من كربلة أملاح المنغنيز الثنائي تحت الضغط، مثلما هو الحال مع مركب كلوريد المنغنيز الثنائي أو أسيتات المنغنيز الثنائي:
{\displaystyle \mathrm {2\ Mn(CH_{3}CO_{2})_{2}+10\ CO\ {\xrightarrow[{300\ bar\ CO}]{Al(C_{2}H_{5})_{3}}}Mn_{2}(CO)_{10}} }

## الخواص
يوجد المركب في الشروط القياسية على هيئة صلب أصفر، وهو غير منحل في الماء.

## الاستخدامات
للمركب تطبيقات في مجال الأبحاث العلمية في مجال الاصطناع العضوي.